# 城门楼 (西两旗村)
城门楼，位于中国青海省湟中区西堡镇西两旗村，为青海省市县级文物保护单位，公布日期为1983年3月25日，类型为古建筑。
城门楼的历史年代为明、清。